# 格特曼·萨盖达奇内号护卫舰
格特曼·萨盖达奇内号护卫舰（羅馬化：Hetman Sahaidachnyi；又譯萨海达奇内号护卫舰）曾是乌克兰海军的旗舰，属于风暴海燕级护卫III型，由于III型为执法舰，故该舰没有配备很强的武器装备。其有一艘尚未完工的同级舰维什内夫斯基酋長号。在克里米亚危机之前，该舰曾访问希腊、保加利亚、埃及等国，还参与了索马里护航行动。
2014年，曾任该舰舰长的杰尼斯·别列佐夫斯基投靠俄罗斯。该舰一度升起俄罗斯国旗（后被证明为缓兵之计），随后回到敖德萨之后复任乌海军旗舰。
2022年3月3日，该舰在俄羅斯入侵烏克蘭期間，于尼古拉耶夫自沉，以避免被俄軍擄獲後打擊己方士氣。

## 历任舰长
- 弗拉基米尔·卡图申科 (1992-1993)
- 谢尔盖·纳斯滕科 (1993-1997)
- 彼得·洪查连科 (1998-2002)
- 杰尼斯·别列佐夫斯基 (2002-2005)
- 安东·格鲁诺夫 (2005-2009)
- 罗曼·皮亚特尼茨基 (2009-2014)
- 丹尼斯·伊万宁 (2014-2018)
- 阿列克谢·科雷茨基 (2018-2022年3月3日)